# Andrzej Grąziewicz
Andrzej Grąziewicz (ur. 27 czerwca 1940 w Warszawie, zm. 22 stycznia 2016 tamże) – polski aktor teatralny i filmowy.

## Życiorys
W 1966 roku ukończył studia na Wydziale Aktorskim PWSTiF w Łodzi. 10 listopada tego samego roku miał miejsce jego debiut teatralny.
Występował w następujących teatrach:
- Teatr Wybrzeże w Gdańsku (1966–1970),
- Teatr Śląski w Katowicach (1970–1971),
- Teatr Polski (1971–1973),
- Teatr im. Aleksandra Węgierki w Białymstoku (1973–1974),
- Teatr Powszechny w Warszawie (1974–1987),
- Teatr Syrena w Warszawie (1987–1991).

Kilka lat przed śmiercią aktor stracił głos w wyniku uszkodzenia krtani podczas operacji. Zmarł 22 stycznia 2016, został pochowany na cmentarzu komunalnym północnym w Warszawie.

## Filmografia
- 1965: Zawsze w niedziele
- 1967: Westerplatte – żołnierz niemiecki
- 1971: Agent nr 1
- 1973: Na niebie i na ziemi – major Czerny
- 1974: Najważniejszy dzień życia – Tadek Trześniak, brat Marysi (odc. 8)
- 1974: Czterdziestolatek – tyczkarz na drzewie (odc. 5)
- 1975: Trzecia granica – radiotelegrafista (odc. 8)
- 1975: Il lungo viaggio – oficer
- 1975: Dyrektorzy – robotnik (odc. 5)
- 1976: Polskie drogi – żołnierz (odc. 1)
- 1976: Mgła – Sowa
- 1976: Człowiek z marmuru – sędzia na procesie Witka
- 1977: Śmierć prezydenta – fotograf
- 1977: Sam na sam – lekarz
- 1977: Noce i dnie – oficer rosyjski (odc. 11 i 12), oficer pruski (odc. 12)
- 1978: 07 zgłoś się – Tino Ferreti (odc. 8)
- 1979: W słońcu i w deszczu – kierowca autobusu (odc. 1)
- 1980: Zamach stanu – generał Włodzimierz Zagórski
- 1981: Najdłuższa wojna nowoczesnej Europy – nauczyciel Brunkman (odc. 11-13)
- 1982: Życie Kamila Kuranta – robotnik (odc. 2)
- 1984: Zdaniem obrony – naczelnik urzędu celnego (odc. 1)
- 1984: 111 dni letargu – więzień - lekarz na Pawiaku
- 1985: Zamach stanu – generał Włodzimierz Zagórski
- 1985: Temida – hrabia Maciej Błocki (odc. 3)
- 1985: C.K. Dezerterzy – asysta generała
- 1986: Zmiennicy – Woźniak, gospodarz Krashana (odc. 1 i 7)
- 1986: Na całość – lekarz Andrzej
- 1986: Cudzoziemka – Paweł, mąż Marty
- 1987: Zabij mnie glino – Wilmański, podwładny Skarucha
- 1987: Rajski ptak – trener jeździectwa
- 1987: Dorastanie – urzędnik spółdzielni mieszkaniowej (odc. 4)
- 1987: Ballada o Januszku – donosiciel milicji w barze (odc. 4)
- 1988: Teatrum wiele tu może uczynić... – Suchorzewski
- 1988: Rzeczpospolitej dni pierwsze – Józef Piłsudski
- 1988: Pole niczyje – Czepek
- 1988: Królewskie sny – Anglik Piotr, teolog utrakwicki (odc. 1)
- 1989: Sztuka kochania – gość na przyjęciu u Pasikonika
- 1989: Odbicia – dziekan (odc. 3)
- 1989: Gdańsk 39 – fryzjer Kurt Mangus, członek SA
- 1990: Jan Kiliński – Sienikowski
- 1990: Dziewczyna z Mazur – właściciel mieszkania do wynajęcia
- 1991: Panny i Wdowy (serial) – komisarz policji w lokalu (odc. 4)
- 1991: Panny i Wdowy – komisarz policji w lokalu
- 1991: Kuchnia polska – prokurator oskarżający Szymankę
- 1991: Kuchnia polska – prokurator oskarżający Szymankę (odc. 1)
- 1991: Powodzenia, żołnierzyku – Monsjeur Josselin
- 1993: Tajemnica trzynastego wagonu – szef rosyjskiej policji
- 1993: Nowe przygody Arsena Lupina – sekretarz ambasadora Francji
- 1993: Komedia małżeńska – kolega z pracy Wiktora
- 1994: Szczur – policjant na blokadzie
- 1994: Spółka rodzinna – Rosjanin wynajmujący budynek instytutu (odc. 1)
- 1994: Dama kameliowa – wodzirej na balu
- 1995: Sukces – kapitan Straży Granicznej na przejściu w Olszynie (odc. 1)
- 1995: Młode wilki – Kucharski
- 1995: Kamień na kamieniu – Józef, ojciec Ryśka
- 1996: Dzieci i ryby – senator na zjeździe absolwentów
- 1997: Sposób na Alcybiadesa – matematyk Dziadzia
- 1997−2011: Klan – adwokat Rafalskiego i Wójcika
- 1997: Dom – sekretarz dzielnicowy PZPR (odc. 17)
- 1997: Bandyta
- 1998: Spona – matematyk Dziadzia
- 1998: 13 posterunek (odc. 36 i 37)
- 1999: Wszystkie pieniądze świata – dyrektor szkoły
- 1999: Trzy szalone zera – zastępca Sorensena
- 1999: Ogniem i mieczem – ataman Czarnota
- 1999: Miodowe lata – doktor Zajdel (odc. 36)
- 2000: Sukces – lekarz
- 2000: Ogniem i mieczem (serial) – ataman Czarnota
- 2000: 13 posterunek 2 (odc. 30)
- 2001: Quo vadis – chrześcijanin proszący św. Piotra o ucieczkę z Rzymu
- 2002: Quo vadis (serial) – chrześcijanin proszący św. Piotra o ucieczkę z Rzymu
- 2002: Lokatorzy – doktor Terlecki (odc. 84)
- 2003: Zaginiona – pacjent leżący w szpitalu z Markiem Tokarskim (odc. 5)
- 2003: Stara baśń. Kiedy słońce było bogiem – Zabój
- 2003−2011: Na Wspólnej – juror
- 2004: Złotopolscy – Kołakowski (odc. 614)
- 2004: Stara baśń – Zabój
- 2004: M jak miłość – Gabrysiak (odc. 233)
- 2006: Pensjonat pod Różą – szef Tomka (odc. 98 i 99)
- 2006: Kryminalni – profesor Adam Michałek, psychiatra (odc. 56)
- 2006: Hela w opałach – strażnik (odc. 1)
- 2007: Tajemnica twierdzy szyfrów – profesor Schaufler
- 2008: Doręczyciel – Kot-Bury, prezes firmy cukierniczej (odc. 9 i 10)
- 2009: Miasto z morza – Jan Radke, wójt Gdyni
- 2009: Miasto z morza – Jan Radke, wójt Gdyni (odc. 4)

## Teatr Telewizji
Wystąpił w kilkudziesięciu spektaklach Teatru Telewizji. Zagrał m.in. rolę Davida Sademana w spektaklu „Przerwa w podróży” (1990).